# Tuffi ai campionati mondiali di nuoto 2024 - Piattaforma 10 metri sincro misti
La competizione dei tuffi dalla piattaforma 10 metri sincro misti dei campionati mondiali di nuoto 2024 si è svolta il 3 febbraio 2024 presso il Centro Acquatico Hamad di Doha, in Qatar.
Alla gara hanno preso parte 18 tuffatori provenienti da 9 nazioni.
La competizione è stata vinta dalla coppia cinese composta da Huang Jianjie e Zhang Jiaqi, che ha preceduto sul podio i nordcoreani Im Yong-myong e Jo Jin-mi e i messicani Kevin Berlín e Alejandra Estudillo.

## Programma
| Data            | Ora   | Turno  |
| --------------- | ----- | ------ |
| 3 febbraio 2023 | 16:02 | Finale |

## Risultati
| Class   | Nazione        | Tuffatori                          | Punti  |
| ------- | -------------- | ---------------------------------- | ------ |
| Oro     | Cina           | Huang Jianjie Zhang Jiaqi          | 353.82 |
| Argento | Corea del Nord | Im Yong-myong Jo Jin-mi            | 303.96 |
| Bronzo  | Messico        | Kevin Berlín Alejandra Estudillo   | 296.13 |
| 4       | Stati Uniti    | Tyler Wills Bayleigh Cranford      | 291.90 |
| 5       | Germania       | Tom Waldsteiner Elena Wassen       | 291.42 |
| 6       | Corea del Sud  | Shin Jung-whi Kim Na-hyun          | 262.80 |
| 7       | Spagna         | Max Liñan Ana Carvajal             | 242.76 |
| 8       | Italia         | Eduard Timbretti Gugiu Irene Pesce | 186.36 |
| 9       | Macao          | Zhang Hoi Lo Ka Wai                | 180.03 |